# Гранжье, Жиль
Жиль Гранжье (фр. Gilles Grangier; 5 мая 1911 — 27 апреля 1996) — французский кинорежиссёр и сценарист. Известен продолжительным сотрудничеством с актёрами Жаном Габеном (более 10 фильмов), Фернанделем, Луи де Фюнесом. В 1959 году был номинирован на премию Золотой медведь Берлинского кинофестиваля за фильм «Бродяга Архимед». В 1994 году за деятельность в области культуры посвящён в офицеры Ордена «За заслуги».

## Биография
Жиль Гранжье родился в Париже в мае 1911 года. Сразу после окончания школы Гранжье, с раннего детства увлечённый кинематографом, устроился на ближайшую киностудию, где работал посыльным, статистом, каскадёром, менеджером, ассистентом режиссёра, то есть прошёл всю лестницу производства фильмов. Некоторое время являлся помощником Жоржа Лакомба, но в 1939 году, после начала Второй мировой войны, был призван в армию и почти сразу попал в немецкий плен. В 1942 году был освобождён. Создаёт компанию Les Prisonniers Associés film company и в 1943 году с участием комика Ноэль-Ноэля снимает свой первый фильм «Адемай — разбойник во имя чести» (фр. Adémaï bandit d'honneur ). Среди нескольких десятков фильмов послевоенного периода особую известность получили «Опасность» (фр. Danger de mort, 1947 год), «Бензоколонка» (фр. Gas-oil, 1955 год) и «Включён красный цвет» (фр. Le rouge est mis, 1957 год). Последние из названных фильмов положили основу сотрудничества режиссёра с Жаном Габеном, который переживал в этот период своё второе восхождение на «кинематографический олимп».
Следует выпуск целого ряда фильмов, где Гранжье работает с лучшими актёрами Франции. Эти ленты, вероятно, не всегда позитивно оценивались критиками, но бесспорно были успешны в коммерческом плане: «Месть простофиль» (1961 год, Габен и Блие), «Джентльмен из Эпсома» (1962 год, Габен и Фюнес), «Муж моей жены» (1963 год, Фернандель и Бурвиль), «Кутилы» (1965 год, Фюнес, Блие и Лефевр) и другие. Гранжье был очень далёк от авторского, элитарного кино, однако был увлечён сильными сюжетными линиями и твёрдыми характерами. Но в то же время, он был способен открыть зрителю знаменитую атмосферу французского кино, созданную Марселем Карне в лучшие годы поэтического реализма. Не было французского кинематографиста, способного сравниться с ним в отражении обстановки незамысловатого бара ранним утром; трудяг, подёнщиков, маляров, спешащих на работу и завернувших сюда сделать первый сегодня глоток спиртного; их характеры, детали одежды, сленг. Персонажи Гранжье иногда заурядны, но узнаваемы, как реальные окружающие люди, которых он так хорошо знал, из соседнего магазина или ближайшей пивной.
В 1970-е годы шестидесятилетний режиссёр сначала отошёл от дел, но вскоре обрёл второе дыхание в работе на телевидении. Среди прочих им созданы сериалы «Квентин Дорвард» (1971 год), «Пираты Тихого океана» (1974 год), «Вильгельм Завоеватель» (1980 год). В последние годы жизни он писал книги и служил архивариусом Ассоциации кинорежиссёров Франции.

## Избранная фильмография
| Год       |    | Русское название              | Оригинальное название              | Роль                       |
| --------- | -- | ----------------------------- | ---------------------------------- | -------------------------- |
| 1943      | ф  | Адемаи – бандит чести         | Adémaï bandit d'honneur            | режиссёр                   |
| 1945      | ф  | Чёрный всадник                | Le Cavalier noir                   | режиссёр                   |
| 1946      | ф  | Урок вождения                 | Leçon de conduite                  | режиссёр                   |
| 1946      | ф  | Приключение Кабассу           | L'aventure de Cabassou             | режиссёр                   |
| 1946      | ф  | Встреча в Париже              | Rendez-vous à Paris                | режиссёр                   |
| 1947      | ф  | Всё дело в песне              | Histoire de chanter                | режиссёр                   |
| 1947      | ф  | Опасность                     | Danger de mort                     | режиссёр                   |
| 1948      | ф  | Через окно                    | Par la fenêtre                     | режиссёр                   |
| 1948      | ф  | Женщина без пропуска          | Femme sans passé                   | режиссёр                   |
| 1949      | ф  | Амадей                        | Amédée                             | режиссёр                   |
| 1950      | ф  | Маленький зуав                | Au p'tit zouave                    | режиссёр                   |
| 1950      | ф  | Женщины сходят с ума          | Les femmes sont folles             | режиссёр, соавтор сценария |
| 1950      | ф  | Человек радости               | L'homme de joie                    | режиссёр                   |
| 1951      | ф  | Соломенный любовник           | L'Amant de paille                  | режиссёр                   |
| 1951      | ф  | Самый симпатичный грех в мире | Le plus joli péché du monde        | режиссёр                   |
| 1952      | ф  | Любовь, мадам                 | L'amour, Madame                    | режиссёр                   |
| 1952      | ф  | Юпитер                        | Jupiter                            | режиссёр                   |
| 1953      | ф  | Молодожёны                    | Jeunes mariés                      | режиссёр                   |
| 1953      | ф  | Верьте мне                    | Faites-moi confiance               | режиссёр, соавтор сценария |
| 1953      | ф  | Дева Рейна                    | La Vierge du Rhin                  | режиссёр                   |
| 1954      | ф  | Апрельская рыбка              | Poisson d'avril                    | режиссёр, сценарист        |
| 1955      | ф  | Весна, осень и любовь         | Le printemps, l'automne et l'amour | режиссёр, сценарист        |
| 1955      | ф  | Бензоколонка                  | Gas-oil                            | режиссёр, сценарист        |
| 1956      | ф  | Кровь в голову                | Le sang à la tête                  | режиссёр, сценарист        |
| 1956      | ф  | Воспроизведение запрещено     | Reproduction interdite             | режиссёр, сценарист        |
| 1957      | ф  | Включён красный цвет          | Le rouge est mis                   | режиссёр, соавтор сценария |
| 1957      | ф  | Осталось жить три дня         | Trois jours à vivre                | режиссёр, сценарист        |
| 1958      | ф  | Шах носильщику                | Échec au porteur                   | режиссёр, сценарист        |
| 1958      | ф  | Беспорядок и ночь             | Le Désordre et la Nuit             | режиссёр, соавтор сценария |
| 1959      | ф  | Бродяга Архимед               | Archimède le clochard              | режиссёр, соавтор сценария |
| 1959      | ф  | Улица Монмартр, 125           | 125, rue Montmartre                | режиссёр, соавтор сценария |
| 1960      | ф  | Старая гвардия                | Les Vieux de la vieille            | режиссёр, соавтор сценария |
| 1961      | ф  | Месть простофиль              | Le cave se rebiffe                 | режиссёр, соавтор сценария |
| 1962      | ф  | Джентльмен из Эпсома          | Le Gentleman d'Epsom               | режиссёр, соавтор сценария |
| 1963      | ф  | Путешествие в Биарриц         | Le Voyage à Biarritz               | режиссёр, соавтор сценария |
| 1963      | ф  | Мегрэ и гангстеры             | Maigret voit rouge                 | режиссёр, соавтор сценария |
| 1963      | ф  | Муж моей жены                 | La Cuisine au beurre               | режиссёр                   |
| 1964      | ф  | Трудный возраст               | L'Âge ingrat                       | режиссёр, соавтор сценария |
| 1965      | ф  | Кутилы                        | Les Bons Vivants                   | режиссёр                   |
| 1965      | ф  | Адский поезд                  | Train d'enfer                      | режиссёр, сценарист        |
| 1968      | ф  | Человек с бьюиком             | L'homme à la Buick                 | режиссёр, сценарист        |
| 1969      | ф  | Под знаком Тельца             | Sous le signe du taureau           | режиссёр, соавтор сценария |
| 1971      | тф | Квентин Дорвард               | Quentin Durward                    | режиссёр                   |
| 1972      | ф  | Простофиля                    | Un cave                            | режиссёр, сценарист        |
| 1974      | ф  | Жирный Париж                  | Gross Paris                        | режиссёр, сценарист        |
| 1974—1979 | с  | Необычные истории             | Histoires insolites                | режиссёр, сценарист        |
| 1974      | ф  | Двухлетние каникулы           | Deux ans de vacances               | режиссёр                   |
| 1974      | с  | Клад на острове               | Insula comorilor                   | режиссёр                   |
| 1974      | тф | Пираты Тихого океана          | Piratii din Pacific                | режиссёр                   |
| 1979      | ф  | Островитяне                   | Les insulaires                     | режиссёр, сценарист        |
| 1979      | ф  | Истории бандитов: Стильные    | Histoires de voyous: L'élégant     | режиссёр, сценарист        |
| 1980      | ф  | Авиапочтой, доставка курьером | L'aéropostale, courrier du ciel    | режиссёр                   |
| 1980      | ф  | Вильгельм Завоеватель         | Guillaume le Conquérant            | режиссёр                   |